# کانی: دستور از بالا
کانی: دستور از بالا (به انگلیسی: Kony: Order from Above) یک فیلم جنگی اوگاندایی به کارگردانی استیو تی آیینی محصول سال ۲۰۱۹ سینمای اوگاندا است.  این فیلم نامزد دریافت جایزه بهترین فیلم بلند و فیلمبرداری در جوایز جشنواره فیلم اوگاندا ۲۰۱۷ شد.

## داستان
در میان شورش ارتش مقاومت خدا، دو جوان عاشق از هم جدا می‌شوند.

## بازیگران
- جوئل یو پرینس در نقش کانی
- استیو تی آیینی در نقش آگوتی
- مایکل واوویو